# Muara Musu
Muara Musu is een bestuurslaag in het regentschap Rokan Hulu van de provincie Riau, Indonesië. Muara Musu telt 2329 inwoners (volkstelling 2010).